# Ла-Граветт
Ла-Граветт (фр. La Gravette) — палеолитическая стоянка под скальным навесом на юго-западе Франции, близ населённого пункта Байяк в департаменте Дордонь.
Стоянка раскапывалась в 1900-х и 1930-х годах. Содержит три культурных слоя, относящихся к ориньякской и перигорской культурам верхнего палеолита. Наиболее важное значение имеет верхний слой, в котором были обнаружены узкие кремнёвые острия с затупленным краем, в большинстве своём употреблявшиеся в рукоятках. Эти острия, широко распространённые в верхнем палеолите на территории Европы, Африки и Юго-Западной Азии, получили название гравет.
По названию стоянки и найденных орудий английские археологи выделили особую граветтскую культуру, распространённую в верхнем палеолите и датирующуюся 28—21 тыс. до н. э. Для этой культуры характерны узкие, тонкие кремнёвые острия и пластинки с затупленным краем, а также женские статуэтки. Граветтская культура сменила ориньякскую, сосуществовала с солютрейской и частично с мадленской культурами.